# Amakusanthura inornata
Amakusanthura inornata är en kräftdjursart som först beskrevs av Miller och Menzies 1952.  Amakusanthura inornata ingår i släktet Amakusanthura och familjen Anthuridae. Inga underarter finns listade i Catalogue of Life.